# Lijst van rijksmonumenten in Nieuw-Beerta
De plaats Nieuw-Beerta telt 11 inschrijvingen in het rijksmonumentenregister. Hieronder een overzicht.
| Object                                                                                    | Oorspronkelijke functie? | Bouwjaar                                                            | Architect                             | Locatie          | Coördinaten?                  | Nr.?   | Afbeelding                                                                                |
| ----------------------------------------------------------------------------------------- | ------------------------ | ------------------------------------------------------------------- | ------------------------------------- | ---------------- | ----------------------------- | ------ | ----------------------------------------------------------------------------------------- |
| Hervormde kerk                                                                            | Kerk en kerkonderdeel    | 1856 1985 (rest.)                                                   | E. van der Voort                      | Hoofdweg 18      | 53° 11' 20" NB, 7° 9' 42" OL  | 8874   | Meer afbeeldingen                                                                         |
| Villa in overgangsstijl met art-nouveau-elementen                                         | Boerderij                | 1909                                                                |                                       | Hoofdweg 81      | 53° 11' 20" NB, 7° 10' 5" OL  | 522543 | Meer afbeeldingen                                                                         |
| Tuin in landschappelijke stijl                                                            | Tuin, park en plantsoen  | ca. 1909                                                            |                                       | bij Hoofdweg 81  | 53° 11' 20" NB, 7° 10' 6" OL  | 522544 | Upload foto                                                                               |
| Dwarshuisboerderij van het Oldambtster type                                               | Boerderij                | 1900                                                                |                                       | Hoofdweg 103     | 53° 11' 34" NB, 7° 10' 34" OL | 522553 | Dwarshuisboerderij van het Oldambtster type                                               |
| Bijschuur onder wolfsdak                                                                  | Boerderij                | 1932                                                                |                                       | bij Hoofdweg 103 | 53° 11' 34" NB, 7° 10' 34" OL | 522554 | Upload foto                                                                               |
| Renteniersvilla in Overgangsstijl met Chaletstijl-elementen                               | Woonhuis                 | 1915                                                                |                                       | Verl. Hoofdweg 3 | 53° 11' 40" NB, 7° 10' 35" OL | 522559 | Renteniersvilla in Overgangsstijl met Chaletstijl-elementen                               |
| Ebelsheerd                                                                                | Boerderij                | 1874 1914 (tuin) 1947 (schuur) 1961 (verb. schuur) 1965-'66 (verb.) | J. Vroom sr. (1914)                   | Hoofdweg 51      | 53° 11' 23" NB, 7° 9' 31" OL  | 522560 | Meer afbeeldingen                                                                         |
| Villaboerderij met voorhuis in regionale Amsterdamse Schoolstijl en aangebouwde bijschuur | Boerderij                | 1810 (hoofdschuur) 1934 (voorhuis)                                  | K. Westerman (1934)                   | Hoofdweg 95      | 53° 11' 31" NB, 7° 10' 31" OL | 522561 | Villaboerderij met voorhuis in regionale Amsterdamse Schoolstijl en aangebouwde bijschuur |
| Villa in Overgangsstijl met Chaletstijl-elementen                                         | Woonhuis                 | 1914                                                                | Geert Kruizinga                       | Verl. Hoofdweg 9 | 53° 11' 45" NB, 7° 10' 33" OL | 522566 | Villa in Overgangsstijl met Chaletstijl-elementen                                         |
| Villa in regionale Amsterdamse Schoolstijl met muurtuin                                   | Woonhuis                 | 1932 1956 (garage)                                                  | K. Westerman mog. J. Vroom jr. (tuin) | Verl. Hoofdweg 2 | 53° 11' 41" NB, 7° 10' 37" OL | 522567 | Villa in regionale Amsterdamse Schoolstijl met muurtuin                                   |
| Hardenberg                                                                                | Boerderij                | 1846 1912 (voorhuis)                                                |                                       | Verl. Hoofdweg 4 | 53° 11' 49" NB, 7° 10' 36" OL | 522571 | Meer afbeeldingen                                                                         |